# Rômulo Marques Antoneli
Rômulo Marques Antoneli,[carece de fontes?] mais conhecido como Rômulo (Inhumas, 25 de fevereiro de 1982), é um ex-futebolista brasileiro que atuava como atacante. Ele é irmão do Rodrigo Antoneli, zagueiro.

## Títulos
Goiás
- Campeonato Goiano: 2002

Ituano
- Campeonato Brasileiro - Série C: 2003

Beitar Jerusalém
- Campeonato Israelense: 2007/08[2]
- Copa do Estado de Israel: 2008

Brasiliense
- Campeonato Brasiliense: 2011

## Artilharias
Brasiliense
- Campeonato Brasiliense: 2011 (8 gols)